# Ousmane Farota
Ousmane Farota (6 de dezembro de 1964 - 26 de março de 2023) foi um futebolista malinês que atuava como goleiro. Ele jogava pelo Stade Malien.
Farota foi um goleiro da seleção nacional no final dos anos 80 e início dos anos 90 e jogou na Copa das Nações Africanas em 1994. Suas atuações renderam elogios consideráveis e ele foi eleito o goleiro mais destacado do torneio.[carece de fontes?]